# کمان ۱۲
کمان ۱۲ پهپاد ساخت نیروی هوایی ارتش جمهوری اسلامی ایران می‌باشد. این پهپاد دارای سرعت ۲۰۰ کیلومتر بر ساعت، بُرد پروازی هزار کیلومتر و برد یک طرفه ۲۰۰۰ کیلومتری است. همچنین نیروی هوایی ارتش جمهوری اسلامی با توسعه این پهپاد توانست در اسفند ۱۳۹۹ از پهپاد کمان ۲۲ رونمایی کند که بزرگترین پهپاد رزمی ایران می‌باشد.

## رونمایی
رونمایی از پهپاد کمان-۱۲ در مراسمی در تاریخ ۱۰ بهمن ۱۳۹۷ با حضور «محمدحسین باقری» رئیس ستاد کل نیروهای مسلح در مصلی امام خمینی تهران انجام شد. همچنین، در این مراسم علاوه بر پهپاد کمان-۱۲، پرنده هدایت‌پذیر از راه دور مهاجر، کرار، شاهد ۱۲۹، ابابیل، صاعقه نیز به نمایش درآمدند. این پهپاد رزمی با انجام پرواز بر فراز مناطق رزمایش مشترک ذوالفقار-۹۹ که مربوط به ارتش جمهوری اسلامی ایران بود، مأموریت خود را اجرا نمود.

## مختصات فنی
این پرنده هدایت‌پذیر از راه دورِ که در نمایشگاه «اقتدار۴۰» دستاوردهای دفاعی نیروهای مسلح جمهوری اسلامی ایران ارائه گردید، سرعت آن حدود ۲۰۰ کیلومتر بر ساعت است و مداومت پروازی آن ۱۰ ساعت می‌باشد. از جمله مشخصات این پهپاد: توانایی برخاستن از باندهایی با حداقل طول چهارصد متر، داشتن شعاع عملیاتی ۱۰۰۰ کیلومتر، امکان حمل محموله‌هایی ۱۰۰ کیلوگرمی و بیشترین وزن آن در زمان برخاستن از زمین ۴۵۰ کیلوگرم است. از دیگر ویژگی‌های که سبب قرار گرفتن این پهپاد در رده بروزترین پهپادهای دنیا می‌باشد: «برد پروازی هزار کیلومتری آن»، «برد یک طرفه ۲۰۰۰ کیلومتری»، و همچنین دارا بودن ضریب لیفت ۱٫۸، محدودیت تحمل شتاب: ۲- تا ۵+، حداکثر وزن پرنده هدایت‌پذیر از راه دورِ ۴۵۰ کیلوگرم، کمترین میزان وزن پهپاد ۲۳۰ کیلوگرم و غیره.

پهپاد رزمی کمان-۱۲ که به عنوان اولین پهپاد رزمی ارتش جمهوری اسلامی ایران محسوب می‌شود، با داشتن بُردی معادل ۱۰۰۰ کیلومتر دارای توانایی اجرای عملیات‌های رزمی با موشک‌های نقطه‌زن و از سوی دیگر جنگ‌های الکترونیک و شناسایی است. برد موشک اخگر که بر روی کمان-۱۲ نصب شده‌است، برابر با سی کیلومتر می‌باشد. این پرنده هدایت‌پذیر از راه دور، به واسطه ایستگاه‌های زمینی هدایت می‌گردد و به‌طور خودکار نیز می‌تواند عملیات انجام دهد.

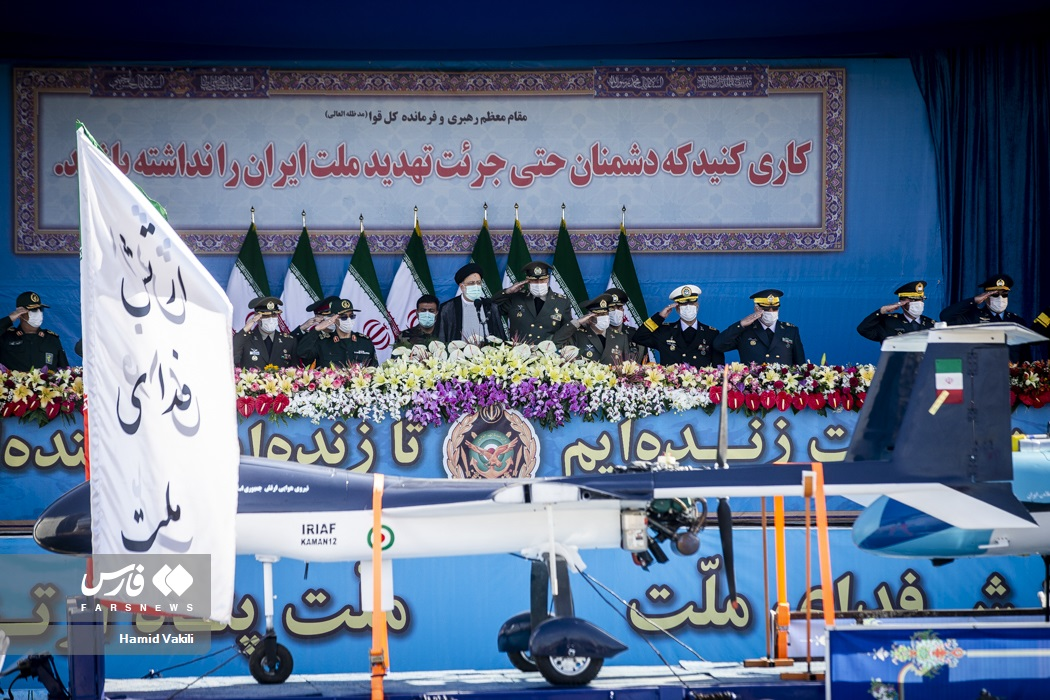